# Druck-Enthalpie-Diagramm

Log-p-h-Diagramm von R-134a mit beschrifteten Isolinien

Ein Druck-Enthalpie-Diagramm ist ein Zustandsdiagramm mit der spezifischen Enthalpie auf der Abszissenachse und dem Druck auf der Ordinatenachse. Eine übliche Form ist das Log-p-h-Diagramm, welches den Druck logarithmisch skaliert. Nicht logarithmisch skalierte Diagramme werden für thermodynamische Vergleiche von Stoffen verwendet. Das Log-p-h-Diagramm in der Abbildung ist für R134a, ein gängiges Kältemittel. Die Siedelinie 1 markiert den Übergang von gesättigter Flüssigkeit in Nassdampf. Die Taulinie 2 markiert den Übergang von Nassdampf zu gesättigtem Dampf. Das Gebiet zwischen Siedelinie und Taulinie wird Nassdampfgebiet genannt. Im Nassdampfgebiet zeigen die Isovaporen 7 den Anteil von Gas in Massenanteilen kg Gas / kg Nassdampf an. Isovaporen sind Linien gleichen Dampfgehaltes. Der Wert 0 steht hierbei für Flüssigkeit, 1 steht für Gas. Der Dampfgehalt wird im europäischen Gebrauch mit x bezeichnet. x=0,75 ist ein Nassdampf mit 75 % Gas und 25 % Flüssigkeit. Siedelinie und Taulinie treffen sich im kritischen Punkt 3. Durch den kritischen Punkt verläuft die kritische Isotherme. Die Isothermen 4 sind in dem Diagramm rot dargestellt. Isothermen sind Linien gleicher Temperatur. Rechts und oberhalb der kritischen Isotherme kann ein Gas nicht mehr verflüssigt werden. Die Isentropen 6 sind Linien gleicher Entropie. Isochoren 5 sind Linien gleichen spezifischen Volumens oder gleicher Dichte.

## Skalierung
In Druck-Enthalpie-Diagrammen muss ein Bezugspunkt für die Skalierung von Enthalpie und Entropie gewählt werden (engl. Reference of state). Üblich sind hier:
- IIR: Werte bei 0 °C auf der Siedelinie, Enthalpie h=200 kJ/kg,  Entropie s=1 kJ/kg/K
- NBP: Werte bei 1 bar absolut auf der Siedelinie, Enthalpie h=0 kJ/kg,  Entropie s=0 kJ/kg/K
- ASHRAE: Werte bei −40 °C auf der Siedelinie, Enthalpie h=0 kJ/kg,  Entropie s=0 kJ/kg/K

Verschiedene Diagramme, welche unterschiedliche Werte für Enthalpie und Entropie an den gleichen Stellen aufweisen, sind daher nicht notwendigerweise fehlerhaft. Für Entropie und Enthalpie muss immer mit Differenzen gerechnet werden. Diese Differenzen müssen bei verschiedenen Skalierungen gleich sein.